# آندلسدورف
آندلسدورف (به آلمانی: Andlersdorf) یک منطقهٔ مسکونی در اتریش است که در ناحیه گنزرندورف واقع شده‌است. آندلسدورف ۱۱۸ نفر جمعیت دارد.